# NGC 1665
NGC 1665 est une galaxie lenticulaire située dans la constellation de l'Éridan. NGC 1665 a été découverte par l'astronome germano-britannique William Herschel en 1785.

## Caractéristiques
Sa vitesse par rapport au fond diffus cosmologique est de 2 711 ± 6 km/s, ce qui correspond à une distance de Hubble de 40,0 ± 2,8 Mpc (∼130 millions d'al).